# Amarok
|  | Per a altres significats, vegeu «Amarok (desambiguació)». |

Amarok és un disc compost per Mike Oldfield, on Mike toca gairebé tots els instruments. És el seu disc número 13 i és considerat pels seus fans, juntament amb Ommadawn, com un dels seus millors discos, a pesar de ser un dels menys reconeguts pel gran públic. Es compon d'una única pista instrumental de 60 minuts, sense interrupcions, on la música canvia constantment. També cal destacar que l'origen de tots els seus sons prové d'instruments reals, ja que Mike no considerava els sintetitzadors com a instruments.